# Нортон (Массачусетс)
Нортон (англ. Norton) — місто (англ. town) в США, в окрузі Бристоль штату Массачусетс. Населення — 19 202 особи (2020).

## Демографія
Згідно з переписом 2010 року, у місті мешкала 19 031 особа в 6416 домогосподарствах у складі 4683 родин. Було 6741 помешкання
Расовий склад населення:
| - 94,0 % — білих - 1,8 % — чорних або афроамериканців - 1,8 % — азіатів - 0,1 % — вихідців з тихоокеанських островів - 0,1 % — корінних американців |

До двох чи більше рас належало 1,6 %. Частка іспаномовних становила 2,0 % від усіх жителів.
За віковим діапазоном населення розподілялося таким чином: 23,0 % — особи молодші 18 років, 66,3 % — особи у віці 18—64 років, 10,7 % — особи у віці 65 років та старші. Медіана віку мешканця становила 38,2 року. На 100 осіб жіночої статі у місті припадало 93,4 чоловіків;  на 100 жінок у віці від 18 років та старших — 91,0 чоловіків також старших 18 років.
Середній дохід на одне домашнє господарство  становив 113 574 долари США (медіана — 102 869), а середній дохід на одну сім'ю — 129 316 доларів (медіана — 118 291). Медіана доходів становила 73 249 доларів для чоловіків та 61 673 долари для жінок. За межею бідності перебувало 5,6 % осіб, у тому числі 4,5 % дітей у віці до 18 років та 5,6 % осіб у віці 65 років та старших.
Цивільне працевлаштоване населення становило 11 350 осіб. Основні галузі зайнятості: освіта, охорона здоров'я та соціальна допомога — 26,2 %, роздрібна торгівля — 16,1 %, науковці, спеціалісти, менеджери — 10,8 %, мистецтво, розваги та відпочинок — 9,6 %.